# Deutsches Nationalkomitee für internationale Jugendarbeit
Das Deutsche Nationalkomitee für internationale Jugendarbeit (DNK) ist eine koordinierende Stelle für  europäische und internationale Jugendarbeit des Deutschen Bundesjugendrings, der Deutschen Sportjugend und des Ring politischer Jugend. In dieser Arbeitsgemeinschaft werden die Vereinbarungen über die gemeinsame internationale Arbeit der deutschen Jugendorganisationen seit 1963 getroffen. Es bündelt die Interessen junger Menschen und vertritt sie über die Landesgrenzen hinweg im internationalen Bereich.

## Aufbau
Das DNK ist eine Arbeitsgemeinschaft aus drei Säulen:
1. dem deutschen Bundesjugendring (DBJR) mit ca. 6 Millionen Mitgliedern
2. dem Ring Politischer Jugend (RPJ) mit ca. 200 000 Mitgliedern
3. der Deutschen Sportjugend (dsj) mit ca. 9 Millionen Mitgliedern.[2]

Aus den drei Säulen ergibt sich der Vorstand, bestehend aus vier Personen vom DBJR, drei Personen vom RPJ und einer Person aus der dsj. Der Vorstand des DNK wählt aus seiner Mitte jeweils für 2 Jahre eine Sprecherin bzw. einen Sprecher, die/der die Sitzungen des DNK leitet, sowie drei gleichberechtigte Stellvertreter. Gemeinsam bilden sie das Sprecher-Team, vertreten das DNK nach außen und treffen unaufschiebbare sowie ihnen vom Vorstand zugewiesene Entscheidungen.

## Aufgaben
Die Aufgaben bestehen darin, Interessen von jungen Menschen in Jugendorganisationen zu bündeln und diese europa- und weltweit zu vertreten.
Das DNK ist neben der Deutschen Gesellschaft für die Vereinten Nationen (DGVN) eine der beiden Trägerorganisationen des UN-Jugenddelegiertenprogrammes.
Das DNK entsendet Vertreter in die Europäische Dachorganisation Europäisches Jugendforum und vertritt dort die Interessen der Jugendlichen in Deutschland. Außerdem arbeitet es im Advisory Council on Youth des Europarates zu Fragen der Jugendbeteiligung, Menschenrechten und Demokratie mit.
Das DNK arbeitet mit Partnerjugendringen in der Benelux Islands Central Cooperation zusammen, um gemeinsame Interessen im Europäischen Jugendforum effektiv zu verfolgen.
Außerdem hat das DNK im Rahmen der Östlichen Partnerschaft eine langjährige Kooperation mit Jugendringen und engagiert sich bei der Ostseezusammenarbeit.

## Sprecher
Aktueller Sprecher des DNK ist Özge Erdoğan (Deutscher Bundesjugendring). Stellvertretende Sprecher sind Kirsten Hasenpusch (Deutsche Sportjugend), Alisan Yasar (Junge Union) und Johanna Börgermann (Jusos).